# Otabek Shukurov
Otabek Shukurov (Chiroqchi, 22 giugno 1996) è un calciatore uzbeko, centrocampista dell'Al-Fayha e della nazionale uzbeka.

## Carriera

### Club
Ha esordito nel 2014 giocando in massima serie con il Mashal Muborak. L'anno successivo si trasferisce al Bunyodkor.

### Nazionale
Ha disputato il Campionato asiatico di calcio Under-16 2012 ed il Campionato mondiale di calcio Under-20 2015.
Ha esordito in nazionale maggiore il 14 febbraio 2016.
Nel 2019 e nel 2023 ha partecipato alla Coppa d'Asia.

## Statistiche

### Cronologia presenze in nazionale
| Cronologia completa delle presenze e delle reti in nazionale ― Uzbekistan | Cronologia completa delle presenze e delle reti in nazionale ― Uzbekistan | Cronologia completa delle presenze e delle reti in nazionale ― Uzbekistan | Cronologia completa delle presenze e delle reti in nazionale ― Uzbekistan | Cronologia completa delle presenze e delle reti in nazionale ― Uzbekistan | Cronologia completa delle presenze e delle reti in nazionale ― Uzbekistan | Cronologia completa delle presenze e delle reti in nazionale ― Uzbekistan | Cronologia completa delle presenze e delle reti in nazionale ― Uzbekistan |
| Data                                                                      | Città                                                                     | In casa                                                                   | Risultato                                                                 | Ospiti                                                                    | Competizione                                                              | Reti                                                                      | Note                                                                      |
| ------------------------------------------------------------------------- | ------------------------------------------------------------------------- | ------------------------------------------------------------------------- | ------------------------------------------------------------------------- | ------------------------------------------------------------------------- | ------------------------------------------------------------------------- | ------------------------------------------------------------------------- | ------------------------------------------------------------------------- |
| 09-01-2019                                                                | Sharjah                                                                   | Uzbekistan                                                                | 2 – 1                                                                     | Oman                                                                      | Coppa d'Asia 2019 - 1º turno                                              | -                                                                         |                                                                           |
| 13-01-2019                                                                | Dubai                                                                     | Turkmenistan                                                              | 0 – 4                                                                     | Uzbekistan                                                                | Coppa d'Asia 2019 - 1º turno                                              | -                                                                         |                                                                           |
| 17-01-2019                                                                | al-'Ayn                                                                   | Giappone                                                                  | 2 – 1                                                                     | Uzbekistan                                                                | Coppa d'Asia 2019 - 1º turno                                              | -                                                                         |                                                                           |
| 21-01-2019                                                                | al-'Ayn                                                                   | Australia                                                                 | 0 – 0 dts (4-2 dtr)                                                       | Uzbekistan                                                                | Coppa d'Asia 2019 - Ottavi di finale                                      | -                                                                         |                                                                           |
| 10-10-2019                                                                | Tashkent                                                                  | Uzbekistan                                                                | 5 – 0                                                                     | Yemen                                                                     | Qual. Mondiali 2022                                                       | -                                                                         |                                                                           |
| 15-10-2019                                                                | Singapore                                                                 | Singapore                                                                 | 1 – 3                                                                     | Uzbekistan                                                                | Qual. Mondiali 2022                                                       | -                                                                         | 52’                                                                       |
| 14-11-2019                                                                | Tashkent                                                                  | Uzbekistan                                                                | 2 – 3                                                                     | Arabia Saudita                                                            | Qual. Mondiali 2022                                                       | 1                                                                         |                                                                           |
| 07-06-2021                                                                | Riyadh                                                                    | Uzbekistan                                                                | 5 – 0                                                                     | Singapore                                                                 | Qual. Mondiali 2022                                                       | -                                                                         | 55’                                                                       |
| 15-06-2021                                                                | Riyadh                                                                    | Arabia Saudita                                                            | 3 – 0                                                                     | Uzbekistan                                                                | Qual. Mondiali 2022                                                       | -                                                                         |                                                                           |
| 16-11-2023                                                                | Aşgabat                                                                   | Turkmenistan                                                              | 1 – 3                                                                     | Uzbekistan                                                                | Qual. Mondiali 2026                                                       | 2                                                                         |                                                                           |
| 21-11-2023                                                                | Tashkent                                                                  | Uzbekistan                                                                | 2 – 2                                                                     | Iran                                                                      | Qual. Mondiali 2026                                                       | -                                                                         |                                                                           |
| 13-01-2024                                                                | Al Rayyan                                                                 | Uzbekistan                                                                | 0 – 0                                                                     | Siria                                                                     | Coppa d'Asia 2023 - 1º turno                                              | -                                                                         |                                                                           |
| 19-01-2024                                                                | Al Rayyan                                                                 | India                                                                     | 0 – 3                                                                     | Uzbekistan                                                                | Coppa d'Asia 2023 - 1º turno                                              | -                                                                         |                                                                           |
| 23-01-2024                                                                | Al Wakrah                                                                 | Australia                                                                 | 1 – 1                                                                     | Uzbekistan                                                                | Coppa d'Asia 2023 - 1º turno                                              | -                                                                         |                                                                           |
| 03-02-2024                                                                | Al Khor                                                                   | Qatar                                                                     | 1 – 1 dts (3-2 dtr)                                                       | Uzbekistan                                                                | Coppa d'Asia 2023 - Quarti di finale                                      | -                                                                         |                                                                           |
| 21-03-2024                                                                | Hong Kong                                                                 | Hong Kong                                                                 | 0 – 2                                                                     | Uzbekistan                                                                | Qual. Mondiali 2026                                                       | -                                                                         |                                                                           |
| 26-03-2024                                                                | Tashkent                                                                  | Uzbekistan                                                                | 3 – 0                                                                     | Hong Kong                                                                 | Qual. Mondiali 2026                                                       | -                                                                         | 81’                                                                       |
| 06-06-2024                                                                | Tashkent                                                                  | Uzbekistan                                                                | 3 – 1                                                                     | Turkmenistan                                                              | Qual. Mondiali 2026                                                       | -                                                                         | 76’                                                                       |
| 11-06-2024                                                                | Tashkent                                                                  | Iran                                                                      | 0 – 0                                                                     | Uzbekistan                                                                | Qual. Mondiali 2026                                                       | -                                                                         | 71’                                                                       |
| Totale                                                                    |                                                                           | Presenze                                                                  | 19                                                                        |                                                                           | Reti                                                                      | 3                                                                         |                                                                           |

## Palmarès

### Club

#### Competizioni nazionali
- Uzbekistan Pro League: 1

Mash'al: 2013
- Campionato emiratino: 1

Sharjah: 2018-2019
- UAE Super Cup: 2

Sharjah: 2019, 2020